# Xerotrema megalospora
Xerotrema megalospora är en lavart som beskrevs av Sherwood & Coppins. Xerotrema megalospora ingår i släktet Xerotrema och familjen Odontotremataceae.   Inga underarter finns listade i Catalogue of Life.